# Rudi Čajavec
Rudolf Rudi Čajavec (Zgošća pokraj Kaknja, 1. travnja 1911. - Klašnice pokraj Banje Luke, 4. srpnja 1942.), jedan od prvih pilota zrakoplovstva NOV-a, narodni heroj.
Rudolf Rudi Čajavec je rođen 1. travnja 1911. u Zgošći pokraj Kaknja. Otac Pavo i majka Anka, osim Rudija, imali su i sina Dragutina te kćerke Paulu i Olgu.
Nakon završene gimnazije, postaje student Pravnog fakulteta u Beogradu. Tu nastavlja suradnju sa studentskim pokretom, te zbog aktivnog sudjelovanja u studentskim demonstracijama, bio je zatvoren i mučen u zatvoru "Glavnjača".
Po završenom studiju, radi u Ministarstvu poljoprivrede u Beogradu. No, zbog neslaganja s vlastima, poslije izbora u svibnju 1935., premješten je iz Beograda. 
Iste godine odlazi u vojsku koju služi u Novom Sadu. Tu se 1936. usavršava do stupnja zrakoplovnog potporučnik-pilota. Službovao je u raznim ustanovama, a 1939. odlazi u Francusku u želji da doktorira pravne znanosti na sveučilištu u Sorboni.
Slijedom okolnosti, te kapitulacije Francuske, vraća se u domovinu gdje dobiva namještenje u Splitu. Poslije kapitulacije Jugoslavije, travnja 1941., nalazi se u Banjoj Luci kao šef  "Ureda za kolonizaciju", kada je i mobiliziran u zrakoplovstvo NDH.  
Otamo uspostavlja vezu s narodno-oslobodilačkim pokretom, pronalazi način i dostavlja municiju, sanitetski materijal i važna obavještenja na slobodni teritorij.
U banjolučkoj zračnoj luci povezao se s Franjom Kluzom (pilotom) i Milutinom Jazbecom (zrakoplovnim mehaničarem), s kojima priprema prelijetanje na slobodni teritorij. To im i uspijeva 23. svibnja 1942., kada zrakoplovom "Potez 25"  Franjo Kluz slijeće u zračnu luku "Urije" kod Prijedora, među partizane. Istog dana, sletio je i Rudi s mehaničarem Jazbecom u zrakoplovu "Breguet 19".
To je bio začetak stvaranja partizanskog zrakoplovstva, te jedinstven slučaj u svijetu, da je pokret otpora u okupiranoj zemlji posjedovao vlastito zrakoplovstvo.
Tijekom prvog borbenog leta na Bre-19, 4. srpnja 1942. Rudi Čajavec baca letke iznad Banje Luke i napada zračnu luku „Zalužani“.  
U posljednjem napadu Rudi Čajavec je ranjen i ne uspijeva se prebaciti na slobodni teritorij, pa prinudno slijeće kod sela Kadinjana. Četnici ga opkoljavaju. Da im živ ne padne u ruke, izvršava samoubojstvo.
Odlikovan je Spomenicom 1941., Ordenom narodnog heroja (dana, 20. prosinca 1951.) i Ordenom zasluga za narod prvog reda.
Njemu u čast, u SFRJ, pojedina poduzeća nosila su njegovo ime. Tako je 1950. godine, osnovana tvornica vojne elektroničke opreme i uređaja u Banjoj Luci, nosila ime "Rudi Čajavec". Ista, kasnije proizvodi i elektronske potrošačke uređaje, kao što su pojačala za gitare, televizori i PA sustavi.
Za vremena SFRJ izdata je poštanska marka s likom Rudija Čajaveca i Franje Kluza.
Herojski čin preleta Čajavca i Kluza na slobodni teritorij, uveliko je bio i nadahnuće za radnju partizanskog ratnog filma "Partizanska eskadrila" iz 1979.